# Tribunal Internacional Centroamericano
El Tribunal Internacional Centroamericano fue un órgano judicial regional creado como parte del segundo sistema Washington mediante un convenio firmado en Washington, Estados Unidos, el 11 de febrero de 1923, por Costa Rica, El Salvador, Guatemala, Honduras y Nicaragua. Al contrario de su predecesora la Corte de Cartago, no era un tribunal permanente, sino ad hoc, y por ello carecía de sede fija.
En 1928, debido a un diferendo limítrofe entre Guatemala y Honduras, el gobierno de los Estados Unidos propuso someter el caso al tribunal, idea que aceptada por Guatemala y rechazada por Honduras, que alegaba la competencia del órgano para conocer del asunto. En 1930, ambos países firmaron el tratado Salazar-Vásquez, mediante el cual acordaron constituir un tribunal especial para cuya conformación se seguiría el procedimiento establecido para conformar el Tribunal Internacional Centroamericano. Este tribunal especial decidiría, como primer punto, si el Tribunal Internacional Centroamericano era competente para conocer del caso, y en caso afirmativo se convertiría en Tribunal Internacional Centroamericano y fallaría el litigio limítrofe. En caso negativo conocería del asunto pero como tribunal especial de límites.
Como miembros del tribunal especial fueron elegidos el jurista chileno Emilio Bello Codesido, el jurista costarricense Luis Castro Ureña y el presidente de la Corte Suprema de Justicia de los Estados Unidos Charles Evans Hughes, que fue elegido para presidirlo. El tribunal especial decidió que el asunto no podía ser conocido por el Tribunal Internacional Centroamericano y mediante el Laudo del tribunal Hughes lo falló como tribunal especial de límites, el 20 de enero de 1933, acogiendo casi en su totalidad las tesis guatemaltecas. Ambas partes aceptaron la sentencia sin objeciones.